# 圣阿涅丝 (伊泽尔省)
圣阿涅丝（法語：Sainte-Agnès，發音：[sɛ̃t aɲɛs]）是法国伊泽尔省的一个市镇，属于格勒诺布尔区。

## 地理
圣阿涅丝（45°14'12"N, 5°55'16"E）面积26.85 平方千米，位于法国奥弗涅-罗讷-阿尔卑斯大区伊泽尔省，该省份为法国东南部内陆省份，北起顺时针与安省、萨瓦省、上阿尔卑斯省、德龙省、阿尔代什省、卢瓦尔省和罗讷省。
与圣阿涅丝接壤的市镇（或旧市镇、城区）包括：圣米里蒙泰蒙、维拉尔博诺、阿勒蒙、拉孔布德朗塞、拉瓦勒昂贝勒多讷。
圣阿涅丝的时区为UTC+01:00、UTC+02:00（夏令时）。

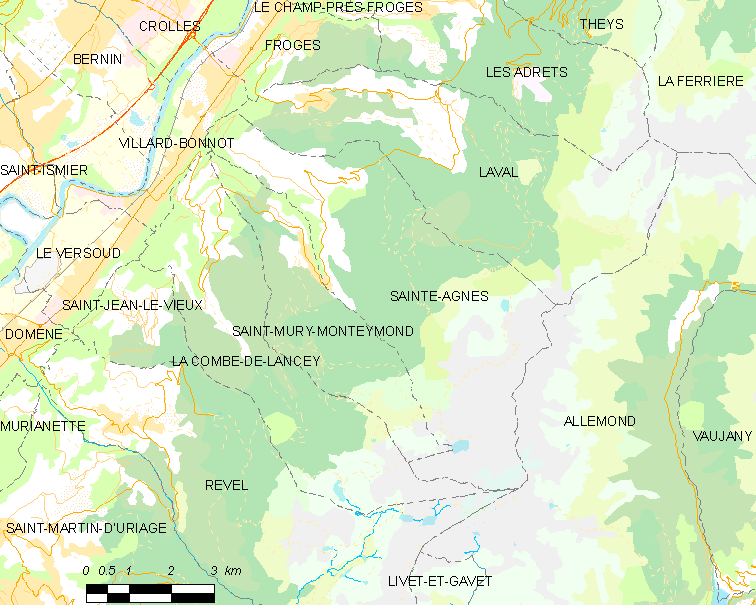
圣阿涅丝的OSM定位图

## 行政
圣阿涅丝的邮政编码为38190，INSEE市镇编码为38350。

## 政治
圣阿涅丝所属的省级选区为中格雷西沃当县。

## 人口

1962-2008年间圣阿涅丝人口变化图示

圣阿涅丝于2022年1月1日时的人口数量为565人。